# Harlem Shake (meme)

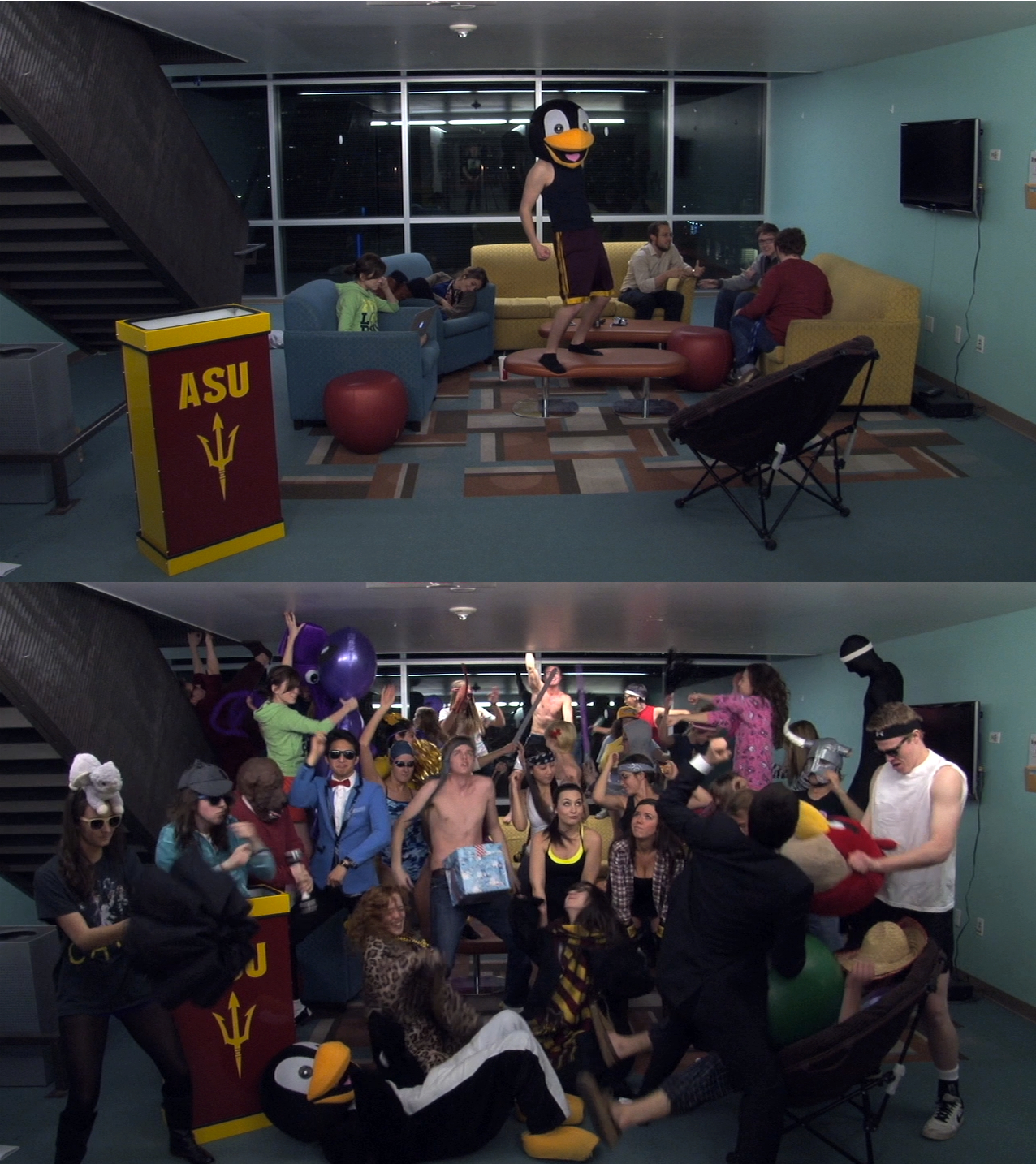
Capturas de pantalla de un video de Harlem Shake

Harlem Shake fue un fenómeno de Internet basado en vídeos virales, que comenzó a ganar popularidad a principios de febrero de 2013, tras el lanzamiento de un vídeo en YouTube creado por el blogger cómico Filthy Frank. El vídeo original fue publicado el 30 de enero de 2013 y contenía una recopilación cómica. A partir de aquel se generó la versión definitiva, que incluye el gag original ampliado.

## Características
En los vídeos se reproduce el tema «Harlem Shake», una canción de Baauer, que utiliza modificaciones de la voz del exrapero puertorriqueño Héctor el Father (en la frase «con los terroristas») y de Plastic Little (en la frase «and do the Harlem Shake»).
Los vídeos van acompañados de pintorescos movimientos, que no deben confundirse con el baile original Harlem Shake. Por regla general, cada vídeo comienza con una persona (a menudo enmascarada) que baila el tema en solitario durante 15 segundos, mientras a su alrededor se encuentran muchos otros individuos que no le prestan atención. Con el cambio de ritmo hay un corte y súbitamente toda la multitud baila a su aire durante otros 15 segundos, con movimientos estrambóticos -a menudo ligeros de ropa-, luciendo vestuario o disfraces absurdos con extraños accesorios.
El éxito del viral se atribuye al gracioso contraste entre ambas escenas, los entornos cotidianos en que ocurre, y su breve duración. El fenómeno se ha difundido gracias al creciente número de imitadores y nuevas versiones que encontramos en la red. A tan solo nueve días de ser publicado el original, ya se habían subido a Youtube más de 11.000 versiones del meme, obteniendo más de 44 millones de visionados, con una media aproximada de 4.000 nuevas variantes por día.
El Harlem Shake no solo se extendió a Europa, sino también a América y Asia, convirtiéndolo en una broma transcultural que no requiere traducción. Este inocente pasatiempo permite a los participantes del videoclip su minuto de gloria, así como huir de la rutina y generar sociabilidad, ya que en muchos casos no se da entre un grupo de amigos sino en una concentración masiva de desconocidos que se unen por un objetivo común.